# Айдын (хребет)
Айды́н (Айдын-Даглари, тур. Aydın Dağları) — хребет на юго-западе Турции в Эгейском регионе. Был известен как Месогида (греч. Μεσωγίδα). Расположен к северу от города Айдына, в южной части исторической области Лидии, между долинами рек Малого Мендереса (Каистра) и Большого Мендереса (Меандра). Тянется с востока на запад от Денизли до мыса Микале (Трогилия) в исторической области Ионии на побережье Эгейского моря. Длина более 110 километров. Высочайший пик, Хаджетдеде (Hacetdede Tepe) имеет высоту 1828 метров и расположен к северо-востоку от города Айдына.
К югу от хребта, в Карии находились древние города Магнесия-на-Меандре, Траллы, Ниса. К западу — Эфес.
Отрогом хребта является Пактий высотой 305—1524 метров и Форакс (Гюмюш, Gümüş Dağı) высотой 1020 метров.
К юго-востоку находится хребет Самсун (Микале).